# Cayetano Biondo
Cayetano Biondo ( Argentina, 1902-1986), cuyo nombre completo era Cayetano Amadeo Biondo, fue un actor de cine, radio, teatro y televisión con una larga trayectoria en su país.

## Carrera profesional
Se inició en la actuación en cuadros filodramáticos y en 1921 debutó profesionalmente en la compañía de teatro de Aurelia Ferrer. Integró elencos encabezados por grandes figuras del escenario como Pepe Arias, Olinda Bozán, Gloria Guzmán, Esteban Serrador y Luisa Vehil (con la que tenía parentesco). En la década de 1920 trabajó en el Teatro Marconi en espectáculos de revistas. En 1947 formó parte del elenco que presentó La Rosa azul, de Eduardo Borrás, que incluía actores como Hugo Pimentel, Elina Colomer, Angélica López Gamio y Luisa Vehil.
En 1954 actuó en La alondra, de Jean Anouilh junto a Antonia Herrero, Paquita Vehil, Alberto Bello, Fernando Labat, Rafael Salvatore, Marcos Zucker, Antonio Testa, Enrique Chaico, entre otros, dirigida por Juan y Luisa Vehil en el Teatro Liceo.
En 1960 actuó en el Teatro Liceo en la compañía encabezada por Luis Vehil en Lucy Crown, de Irwin Shaw y Jean-Pierre Aumont.
En 1962 integró el elenco encabezado por Luisa Vehil y dirigido por Marcelo Lavalle en el Teatro Liceo que representó La idiota, de Marcel Achard.
En 1965 como integrante del elenco de la Comedia Nacional actuó en la representación de El gorro de cascabeles de Luigi Pirandello y Stefano, de Armando Discépolo.
En 1967 actuó en Las falsas confidencias, de Pierre de Marivaux, dirigida por Esteban Serrador en el Teatro Liceo junto a actores de la talla de Héctor Gióvine, Juan Vehil, Nora Cullen, Luisa Vehil, Ricardo Robles y Carlos Muñoz.
Debutó en cine en 1936 en Santos Vega  y siguió actuando en más de 60 películas; fue uno de los actores preferidos de Daniel Tinayre y se destacó en el rol de fotógrafo en dos filmes de este director: El rufián   (1961) y Bajo un mismo rostro  (1962). En la labor gremial fue directivo de la Asociación Argentina de Actores y de la Casa del Teatro.
También trabajó en radio —se le recuerda como uno de actores del exitoso programa cómico de la década de 1940 Gran Pensión El Campeonato— y en televisión.

## Filmografía
Actor
- La mayoría silenciada (Inédita) (1986)
- Los colimbas se divierten (1986) … Don Braulio
- Esto es vida (1982)
- Tiempo de revancha (1981) … Bautista
- ¿Los piolas no se casan...? (1981)
- Toto Paniagua, el rey de la chatarra (1980)
- Queridas amigas (1980)
- Vivir con alegría (1979)
- La nona (1979) … Viejo Asilo
- El gordo catástrofe (1977)
- La flor de la mafia (1974) … Hombre 1 en procesión
- La Madre María (1974)
- Los padrinos (1973)
- Había una vez un circo (1972)
- El picnic de los Campanelli (1972) … Timonel
- Un guapo del 900 (1971)
- Muchacho que vas cantando (1971)
- La guita (1970)
- Kuma Ching (1969) … Vista de aduana
- Los debutantes en el amor (1969)
- La gorda (1966)
- Esquiú, una luz en el sendero (1965)
- Las mujeres los prefieren tontos (1964)
- La cigarra no es un bicho (1963)
- El secreto de Mónica (1962)
- Bajo un mismo rostro (1962) … Don Mario
- El rufián (1961) … Fotógrafo
- Héroes de hoy (1960)
- El campeón soy yo (1960)
- He nacido en Buenos Aires (1959)
- La morocha (1958)
- El festín de Satanás (1958)
- Detrás de un largo muro (1958) … Comprador de repuestos
- El jefe (1958) … Sr. Pereyra
- Todo sea para bien (1957)
- Alejandra (1956)
- El último perro (1955)
- El campeón soy yo (1955)
- Mercado de abasto (1955) … Mozo
- Mi marido y mi novio (1955)
- Tren internacional (1954) … Conserje de hotel
- Su seguro servidor (1954)
- La calle del pecado (1954)
- Los problemas de papá (1954)
- Torrente indiano (1954)
- La telaraña (1954)
- Un ángel sin pudor (1953)
- Uéi Paesano (1953)
- Fin de mes (1953)
- Mi hermano Esopo (Historia de un Mateo) (1952)
- La muerte en las calles (1952)
- Vuelva el primero !(1952)
- Mi noche triste (1952)
- Una noche cualquiera (1951)
- Los isleros (1951)
- La otra y yo (1949)
- Juan Moreira (1948)
- Corrientes... calle de ensueños! (1948)
- La Secta del trébol (1948) … Li Tse
- La serpiente de cascabel (1948) … Médico
- El fabricante de estrellas (1943) … Director
- Vidas marcadas (1942)
- Un hombre bueno (1941)
- Mi amor eres tú (1941) … Don Ramón
- Una novia en apuros (1941)
- El tesoro de la isla Maciel (1941) … Professor Curot
- Con el dedo en el gatillo (1940) … Pólvora
- Fragata Sarmiento
- Héroes sin fama (1940)
- Los pagarés de Mendieta (1939)
- Margarita, Armando y su padre (1939) … Mozo
- Kilómetro 111 (1938)
- 24 horas en libertad (1938)
- Callejón sin salida (1938)
- La fuga (1937) … Traspunte
- Santos Vega (1936)